# William fitz Alan
William fitz Alan (1105 – 1160) è stato un nobile inglese di origine bretone.
Fu un grande proprietario terriero nel Shropshire, dove fu signore di  Oswestry, Norfolk e Sussex.

## Biografia
Era primogenito del cavaliere bretone Alan fitz Flaad, signore feudale di Oswestry, e della consorte Aveline, figlia di Ernoulf de Hesdin.

### Incarichi
William successe al padre nel 1114, all'età di dieci anni. Venne nominato High Sheriff del Shropshire da Adeliza di Lovanio, seconda moglie di Enrico I d'Inghilterra.
La sua prima apparizione pubblica fu nelle vesti di un testimone dell'atto costitutivo dell'abbazia di Shrewsbury nel 1136 voluta da Stefano d'Inghilterra.
Come sceriffo della contea, William fu anche castellano di Shrewsbury.

### Ribelle
Nel 1138, si unì alla rivolta contro Stefano d'Inghilterra e presidiò il castello contro il re. Dopo aver resistito agli attacchi dell'esercito reale per un mese, fuggì con la sua famiglia nell'agosto del 1138 lasciando il castello e ponendovi a sua difesa lo zio Ernulf de Hesdin. Quando la città cadde Stefano reagì con collera impiccando Ernulf e 93 altri ribelli immediatamente dopo la presa del castello. Il re sconfisse i ribelli locali e fece passare la nobiltà locale dalla sua parte.
William venne privato delle sue terre e dei suoi titoli e spese i successivi quindici anni in esilio, fino all'ascesa di Enrico II d'Inghilterra nel 1153.
Fu uno stretto sostenitore di Matilda ed accompagnò sia lei che suo figlio in numerose occasioni. Fu presente con l'imperatrice a Oxford nell'estate del 1141, poi all'assedio di castello di Winchester. Rimase a Devizes, testimoniando per l'atto con cui devolveva Aston ai monaci dell'abbazia di Shrewsbury. Nel giugno del 1153 fu presente con Henry FitzEmpress, poi duca di Normandia, a Leicester. Fu durante questo periodo che suo fratello minore Walter usò le connessioni reali della famiglia per far carriera in Scozia sotto Davide I, uno zio dell'imperatrice.
Il supporto armato di William non finì con l'ascesa di Enrico al trono. Nel luglio del 1155, quando il re marciò contro Hugh de Mortimer, un sostenitore di Stefano, e riprese i castelli di Shrewsbury e Bridgnorth, William FitzAlan risultò il maggior beneficiario delle terre riconquistate. A Bridgnorth William venne restaurato feudatario e ricevette l'omaggio feudale dei suoi vassalli. Egli inoltre venne restaurato come High Sheriff di Shropshire nel 1155, mantenendo tale incarico fino alla morte.

### Benefattore
Tra il 1130 ed il 1138 Fitzalan effettuò la sua prima donazione all'abbazia di Haughmond: una peschiera a Preston Boats sul fiume Severn, vicino Shrewsbury.
Non è certo se William fosse il fondatore stesso dell'abbazia, dato che già ai tempi di suo padre esisteva una comunità religiosa a Haughmond ed una piccola chiesa è stata rinvenuta nei pressi del sito. Sicuramente però egli rappresentò una base finanziaria sicura per i monaci consistente in una serie di importanti donazioni di terre nello Shropshire e nel Sussex. Haughmond ricevette terre anche dall'imperatrice Matilda, da Stefano e da Enrico II.
William continuò a fare beneficenza anche dopo il suo esilio, tra cui la chiesa di Wroxeter, dichiarando la sua intenzione di incrementarne il numero dei sacerdoti. Fece inoltre donazioni anche all'abbazia di Lilleshall, un altro convento agostiniano.
Se non il fondatore stesso del priorato di Wombridge, un piccolo convento agostiniano, egli autorizzò la sua fondazione su richiesta della famiglia Hadley, sua vassalla.
Fu, tuttavia, Haughmond a divenire il suo sepolcro assieme al resto dei membri della sua famiglia per un secolo e mezzo.

### Famiglia
La prima moglie di William fu Christiana da cui ebbe almeno due figli:
- William FitzAlan, I signore di Oswestry e Clun;
- Christiana, che sposò  Hugh Pantulf, IV barone di Wem e poi High Sheriff di Shropshire.

Christiana morì prima che William acquisisse le sue proprietà nel 1155. Enrico II gli diede poi la mano di Isabel de Say. Ella era la sola erede di Helias de Say, che mantenne la signoria di Clun ed era stato antico benefattore dell'abbazia di Haughmond.  Clun passò così ai FitzAlan alla morte di Helias. Helias tuttavia sopravvisse a William, così che Clun passò al giovane William FitzAlan. Isabel portò prestigio alla famiglia oltre che le terre in dote. Ella era infatti la nipote di Roberto, I conte di Gloucester, un figlio illegittimo di Enrico I d'Inghilterra.
I FitzAlan rimasero importanti signori e magnati nell'Inghilterra centrale per diversi secoli. Un matrimonio strategico con i vicini Aubigny, famiglia del Sussex, li resero ancora più ricchi e beneficiari della contea di Arundel.